# Autódromo Mar y Valle
Das Autódromo Mar y Valle ist eine 3,916 km lange Motorsport-Rennstrecke, die sich 9 km südöstlich von Trelew in der Provinz Chubut in Argentinien befindet. Auf der Rennstrecke wurden bereits nationale Veranstaltungen wie die TC2000-Meisterschaft, der Turismo Nacional und der Turismo Carretera ausgetragen.

## Geschichte

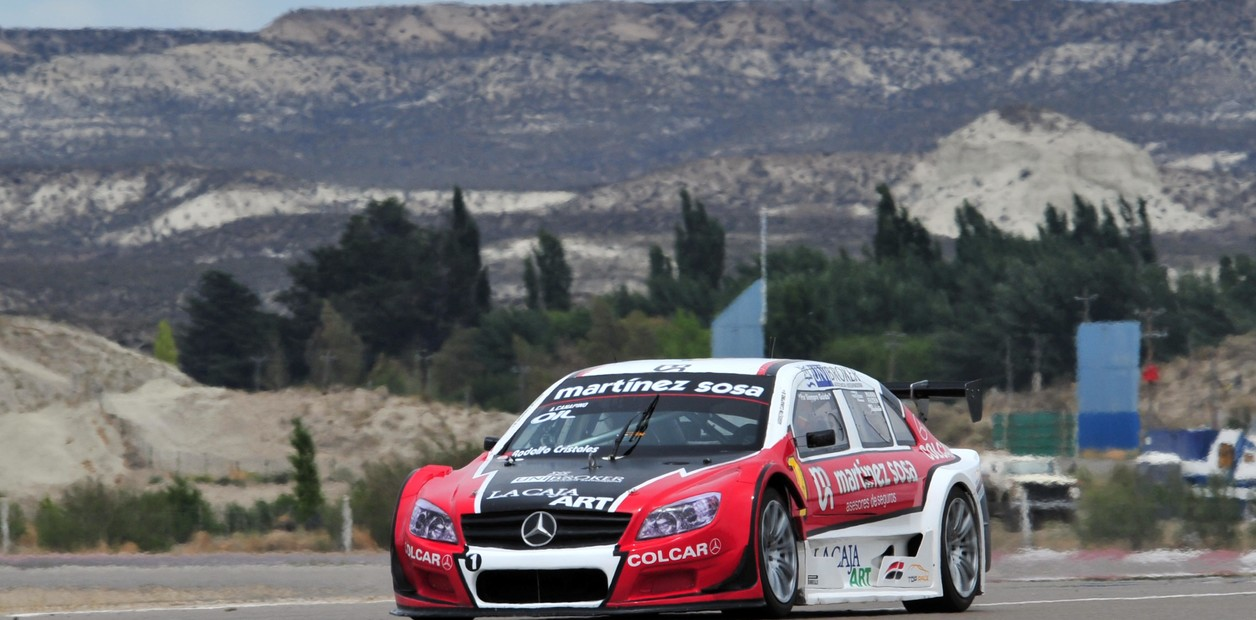
Top Race V6-Serie auf dem Autodromo Mar y Valle

Die asphaltierte Strecke wurde ab dem 23. Mai 1985 auf dem Gelände einer zuvor existierenden Schotterpiste gebaut und am 16. März 1986 eröffnet. Die erste Version der Strecke hatte eine Länge von 1.986 km und wies 8 Kurven auf. 1992 wurde die erste Erweiterung der Strecke auf eine Länge von 4,100 km durchgeführt. Diese bot die Möglichkeit 5 verschiedene Streckenvarianten einzurichten. Die Piste wurde 2010 renoviert, dabei verbreitert und auf ihre heutige Länge von 3,916 km verkürzt.

## Streckenbeschreibung
Zur Anlage, die vom 1965 gegründeten Motorsportclub Asociación Mar y Valle betrieben wird, gehören neben der Rennstrecke auch eine Kartbahn und eine Langbahn-Speedway-Strecke.

## Veranstaltungen
Die Strecke ist aktuell (Stand 2024) Austragungsort der argentinischen Tourenwagenserie der Tourismo National sowie eine der beiden Austragungsstrecken der beiden regionalen Turismo Carretera Ableger Turismo Carretera Patagónico und Turismo Carretera Austral.